# رنچو لا بریا
۳۴°۴′۱۲″ شمالی ۱۱۸°۱۸′۰″ غربی / ۳۴٫۰۷۰۰۰°شمالی ۱۱۸٫۳۰۰۰۰°غربی
رنچو لا بریا (انگلیسی: Rancho La Brea) زمینی به مساحت ۱۷٫۹۶ کیلومتر مربع از مکزیک در شهرستان لس آنجلس امروزی، بود که در سال ۱۸۲۸ توسط خوزه آنتونیو کاریلو، آلکالد، به آنتونیو خوزه روچا و نمیسیو دومینگوئز داده شد.
رنچو لا بریا  اکنون شامل وست هالیوود، کالیفرنیا و بخش‌هایی از میراکل مایل در لس آنجلس است.